# Жерники (гмина Курник)
Же́рники (пол. Żerniki) — поселение гимны Курник, которое входит в состав Познанского повета, Великопольского воеводства.

## Географические и демографические данные
Жерники является небольшой деревней, которая расположена на окраине волости Курник, на расстоянии в 11.5 км от Курника и в 10 км от Познани. Через Жерники проходит национальная автострада.
Площадь деревни составляет около 650 гектаров, из которых около 85 % приходится на пахотные земли и другие сельскохозяйственных угодья. Леса занимают около 8 % площади. Подавляющее большинство населения живет в центральной части деревни, в блоках (построены для сотрудников бывшего социалистического совхоза) и нескольких жилых домах. Население Жерников оценивается примерно в 300 человек.

## История
История Жирников плохо изучена, но известно, что первое упоминание о существовании села датируется на рубеже XIV-XV вв. В XIX веке была построена ферма, которая существует и по сей день. Ферма не была должным образом сохранена. В настоящее время она используется как офисное помещение и как магазин. После передачи фермы в частные руки приходит в упадок.
После окончания Второй Мировой Войны в Жерниках был создан совхоз, к которому было приписано значительное число рабочих, проживающих в других населенных пунктах. В начале 90-х годов XX века наряду с политическими изменениями ферма была сдана в аренду в частные руки. Из-за финансовых проблем ферма пришла в упадок, что привело к высокому уровню безработицы, который остается по сей день.